# Fru
Fru is een 2D puzzelspel, gemaakt door het Nederlandse bedrijf Through Games. Fru is op 13 juli 2016 uitgegeven voor de Xbox One.

## Gameplay
Fru  is een puzzelspel, waarin spelers een jong meisje besturen dat een vossenmasker draagt. Het spel maakt gebruik van Kinect. Het silhouet van de speler wordt geprojecteerd op het landschap om verborgen platforms te manipuleren en te onthullen.